# Observatorio Konkoly
El observatorio Konkoly es propiedad de la Academia de Ciencias de Hungría, institución que también opera sus instalaciones. Se encuentra en Svábhegyi Budapest, Hungría. Fue fundado en 1871 por Miklos Konkoly-Thege como su observatorio privado.
El telescopio principal del observatorio desde 1975 es un reflector de 102 cm de diámetro. Hasta ese año, había sido el reflector de 60 cm. 
Desde sus instalaciones, el astrónomo György Kulin (1905-1989) descubrió 21 asteroides entre 1936 y 1941. Otra figura destacada que trabajó en Konkoly fue László Detre (1906-1974), astrónomo especialista en estrellas variables y director del observatorio durante muchos años.
Tiene el código 053 de la Unión Astronómica Internacional.